# Tomisato (Chiba)
Tomisato (富里市 Tomisato-shi?) es una ciudad localizada en Chiba, Japón.
A partir de 2003, la ciudad tiene una población de 50.968 y una densidad de 945,43 personas por km². La superficie total es de 53,91 km².